# Ramban (India)
Ramban es una localidad de la India capital del distrito de Ramban, en el estado de Jammu y Cachemira.

## Geografía
Se encuentra a una altitud de 729 m s. n. m. a 126 km de la capital estatal, Srinagar, en la zona horaria UTC +5:30.

## Demografía
Según estimación 2010 contaba con una población de 7 633 habitantes.